# Meristogenys macrophthalmus
Espèce
Synonymes
- Amolops macrophthalmus Matsui, 1986

Statut de conservation UICN

 DD  : Données insuffisantes
Meristogenys macrophthalmus est une espèce d'amphibiens de la famille des Ranidae.

## Répartition
Cette espèce est endémique de l'État du Sarawak en Malaisie orientale sur l'île de Bornéo,.

## Description
Meristogenys macrophthalmus mesure environ 38 mm (taille de l'holotype mâle).

## Publication originale
- Matsui, 1986 : Three new species of Amolops (Amphibia, Anura, Ranidae). Copeia, vol. 1986, no 3, p. 623-630.